# Only by the Night
Only by the Night es el cuarto álbum de estudio del grupo de rock alternativo estadounidense Kings of Leon, sacado a la venta mundialmente durante el mes de septiembre de 2008. El álbum, nominado al Grammy fue comenzado por el grupo pocos días después de sacar su anterior álbum, Because of the Times. Fue grabado por los productores Angelo Petraglia y Jacquire King durante febrero de 2008 en los Blackbird Studios de Nashville. Hasta la fecha el álbum ha vendido más de 6 millones de copias, el cual ha sido certificado con el Disco de Platino en los Estados Unidos.

## Lista de canciones
1. "Closer" – 3:57
2. "Crawl" – 4:06
3. "Sex on Fire" – 3:23
4. "Use Somebody" – 3:50
5. "Manhattan" – 3:24
6. "Revelry" – 3:21
7. "17" – 3:05
8. "Notion" – 3:00
9. "I Want You" – 5:07
10. "Be Somebody" – 3:47
11. "Cold Desert" – 5:34

### Bonus tracks
1. "Frontier City" (Sólo en la Deluxe Version, en iTunes y en vinilo) – 3:37
2. "Beneath the Surface" (B-side de Sex on Fire) – 2:48

## Créditos
- Caleb Followill – Voz, Guitarra
- Matthew Followill – Guitarra, Voz
- Jared Followill – Bajo, Coros
- Nathan Followill – Batería, Percusión, Voz
- Angelo Petraglia - Teclados en "Use Somebody"
- Jacquire King - Teclados en "Revelry"

## Posicionamiento

### Certificaciones
| País               | Provider(s)                                    | Posicionamiento | Certificaciones       |
| ------------------ | ---------------------------------------------- | --------------- | --------------------- |
| Australia          | ARIA                                           | 1               | 8× Platinum 560,000+  |
| Austria            | Music Control Europe                           | 20              |                       |
| Bélgica (Flanders) | Ultratop 50                                    | 1               | Platinum 30,000+      |
| Bélgica (Wallonia) | Ultratop                                       | 4               | Platinum 30,000+      |
| Canadá             | Nielsen SoundScan                              | 3               | Platinum              |
| Dinamarca          | IFPI Danmark                                   | 5               |                       |
| Finlandia          | GLF                                            | 6               |                       |
| Francia            | SNEP / IFOP                                    | 38              |                       |
| Italia             | FIMI                                           | 51              |                       |
| Irlanda            | IRMA                                           | 1               | 5× Platinum           |
| México             | AMPROFON                                       | 27              | Platinum              |
| Países Bajos       | MegaCharts                                     | 10              |                       |
| Nueva Zelanda      | RIANZ                                          | 1               | 4× Platinum 60,000+   |
| Noruega            |                                                | 8               |                       |
| Sud África         | RSG                                            | 2               | Platinum              |
| Suecia             | Sverigetopplistan                              | 4               | Gold 20,000           |
| Suiza              | Media Control Europe                           | 10              | Gold 10,000 +         |
| Reino Unido        | OCC                                            | 1               | 7× Platinum 2,221,417 |
| Estados Unidos     | Billboard 200                                  | 4               | Platinum 1,608,000+   |
| Estados Unidos     | Billboard Top Digital Albums                   | 1               | Platinum 1,608,000+   |
| Estados Unidos     | Billboard Top Modern Rock / Alternative Albums | 1               | Platinum 1,608,000+   |
| Estados Unidos     | Billboard Top Rock Albums                      | 1               | Platinum 1,608,000+   |

### Posicionamiento de sencillos
| Sencillo       | Listas                              | Posición |
| -------------- | ----------------------------------- | -------- |
| "Sex on Fire"  | Australian ARIA Singles Chart       | 1        |
| "Sex on Fire"  | Irish Singles Chart                 | 9        |
| "Sex on Fire"  | New Zealand Singles Chart           | 2        |
| "Sex on Fire"  | UK Singles Chart                    | 1        |
| "Sex on Fire"  | Irlanda Singles Chart               | 1        |
| "Sex on Fire"  | US Billboard Hot 100                | 56       |
| "Sex on Fire"  | US Billboard Hot Modern Rock Tracks | 1        |
| "Sex on Fire"  | US Billboard Hot Digital Songs      | 38       |
| "Use Somebody" | Australian ARIA Singles Chart       | 2        |
| "Use Somebody" | Nueva Zelanda Singles Chart         | 5        |
| "Use Somebody" | UK Singles Chart                    | 2        |
| "Use Somebody" | US Billboard Hot 100                | 5        |
| "Use Somebody" | US Billboard Hot Modern Rock Tracks | 1        |
| "Use Somebody" | US Billboard Hot Digital Songs      | 2        |
| "Revelry"      | Australian ARIA Singles Chart       | 21       |
| "Revelry"      | Nueva Zelanda Singles Chart         | 19       |
| "Revelry"      | UK Singles Chart                    | 29       |
| "Manhattan"    | Australian ARIA Singles Chart       | 38       |
| "Notion"       | Australian ARIA Singles Chart       | 47       |
| "Notion"       | UK Singles Chart                    | 107      |
| "Notion"       | Irish Singles Chart                 | 50       |
| "Notion"       | New Zealand Singles Chart           | 25       |
| "Notion"       | US Billboard Hot Modern Rock Tracks | 1        |
| "Notion"       | US Billboard Hot 100                | 99       |